# Giórgos Mazonákis

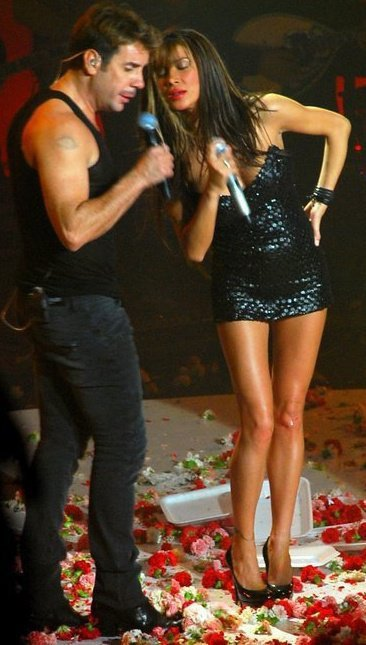
Giorgos Mazonakis en 2010.

Giórgos Mazonákis (en grec moderne : Γιώργος Μαζωνάκης), né le 4 mars 1972 à Nikaia, est un chanteur grec.

## Carrière
Grand amateur de laïkó dans sa jeunesse, Giórgos Mazonákis se lance dans une carrière de chanteur à l'âge de quinze ans. Il se produit dans une boîte de nuit de Patras et est remarqué par des recruteurs de PolyGram Music.
En 2002, il chante deux chansons sur la bande-originale du film Varethika Na Skotono tous Agapitikous Sou.

## Discographie

### Albums
- 1993 : Mesanihta Kai Kati
- 1994 : Me Ta Matia Na To Les
- 1996 :	Mou Leipeis
- 1997 :	Paidi Tis Nihtas
- 1998 :	Brosta S'Ena Mikrofono
- 1999 :	Allaxane Ta Plana Mou
- 2002 :	Koita Me
- 2003 :	Savvato
- 2007 :	Ta Ohi Kai Ta Nai Mou
- 2010 :	Ta Isia Anapoda
- 2012 :	Leipei Pali O Theos